# Starý Mateřov
Starý Mateřov é uma comuna checa localizada na região de Pardubice, distrito de Pardubice.